# Glomera versteegii
Glomera versteegii är en orkidéart som beskrevs av Johannes Jacobus Smith. Glomera versteegii ingår i släktet Glomera och familjen orkidéer. Inga underarter finns listade i Catalogue of Life.